# My Way (альбом M. Pokora)
«My Way» — сьомий студійний альбом французького поп-співака Метта Покори. Реліз відбувся 21 жовтня 2016 року.

## Список композицій
1. "Cette année-là" — 3:39
2. "Alexandrie, Alexandra" — 3:37
3. "Je vais à Rio" — 3:20
4. "Belinda" — 3:04
5. "Belles ! Belles ! Belles !" — 2:48
6. "C'est la même chanson" — 3:09
7. "Soudain il ne reste qu'une chanson" — 3:19
8. "Toi et le soleil" — 3:51
9. "17 ans" — 3:55
10. "Magnolias for ever" — 4:39
11. "Comme d'habitude" — 4:21
12. "Alexandrie, Alexandra" (диско-версія) — 4:14
13. "Reste" — 3:06 (лише у розширеній/колекційній версіях)
14. "Même si tu revenais" — 2:38 (лише у розширеній/колекційній версіях)
15. "J'attendrai" — 2:58 (лише у розширеній версії)
16. "My Way" — 3:44 (лише у розширеній версії)

## Чарти
Тижневі чарти
| Чарт (2016)                     | Позиція |
| ------------------------------- | ------- |
| Бельгія (Фландрія) (Ultratop)   | 107     |
| Бельгія (Валлонія) (Ultratop)   | 1       |
| Франція (SNEP)                  | 1       |
| Швейцарія (Schweizer Hitparade) | 7       |

## Сертифікація та продажі
| Країна         | Сертифікат (таблиця продажів та сертифікатів) | Продажі  |
| -------------- | --------------------------------------------- | -------- |
| Франція (SNEP) | Діамант                                       | +500,000 |